# Queimada Nova
Queimada Nova là một đô thị thuộc bang Piauí, Brasil. Đô thị này có diện tích 1499,865 km², dân số năm 2007 là 9058 người, mật độ 6,04 người/km².